# Ezgi Öz
Ezgi Öz (* 5. Dezember 1993 als Ezgi Şayir) ist eine türkische Leichtathletin, die sich auf den Siebenkampf spezialisiert hat.

## Sportliche Laufbahn
Erste internationale Erfahrungen sammelte Ezgi Öz im Jahr 2018, als sie bei den Balkan-Meisterschaften in Stara Sagora mit 4550 Punkten den fünften Platz im Siebenkampf belegte. 2021 gelangte sie bei den Balkan-Meisterschaften in Smederevo mit 4659 Punkten auf Rang fünf und im Jahr darauf wurde sie bei den Balkan-Meisterschaften in Craiova mit 4876 Punkten Sechste. Auch bei den Balkan-Meisterschaften in Kraljevo belegte sie mit 4770 Punkten den sechsten Platz.
In den Jahren von 2021 bis 2023 wurde Öz türkische Meisterin im Siebenkampf.

## Persönliche Bestleistungen
- Siebenkampf: 4876 Punkte, 19. Juni 2022 in Craiova
  - Fünfkampf (Halle): 3491 Punkte, 13. Februar 2019 in Istanbul